# هوندو (فیلم)
هوندو (انگلیسی: Hondo) فیلمی در ژانر وسترن به کارگردانی جان فارو است که در سال ۱۹۵۳ منتشر شد.

## داستان
سوارکار ارتش هوندو لین مادر و پسری را که در میان جنگ خونین آپاچی‌ها زندگی می‌کنند را پیدا کرده و تبدیل به فرشته نگهبان آنها می‌شود.

## بازیگران
- جان وین
- جرالدین پیج
- وارد باند
- مایکل پتی
- لئو گوردون
- پائول فیکس
- لی آکر
- رودولفو آکوستا